# Romina Vanhooren
Romina Vanhooren (5 mei 1989) is een Belgisch politica voor Open Vld. Ze was van november 2023 tot januari 2025 burgemeester van stad Oudenburg. Voorheen zetelde ze als gemeenteraadslid en schepen van Welzijn in de gemeenteraad van Oudenburg. Op 22 april 2025 werd ze opnieuw aangewezen-burgemeester van stad Oudenburg. 

## Biografie
Vanhooren werd reeds op jonge leeftijd politiek actief en werd in 2007 op 18-jarige leeftijd jongerenvoorzitter bij VLD, de voorloper van Open Vld. Ze ging tevens aan de slag als parlementair medewerker voor Open Vld en werkte op het kabinet van de Vlaamse ministers Bart Tommelein en Lydia Peeters. 
In oktober 2012 werd Vanhooren voor het eerst verkozen tot gemeenteraadslid voor Oudenburg. Na de gemeenteraadsverkiezingen van 2018 werd Vanhooren schepen van Welzijn. In november 2023 nam ze het burgemeesterschap over van haar voorganger Anthony Dumarey, die aftrad vanwege een onderzoek naar belangenvermenging. Vanhooren was de eerste vrouwelijke burgemeester in de geschiedenis van Oudenburg.
Na de installatie van het nieuwe gemeentebestuur van Oudenburg in januari 2025 nam Dumarey opnieuw de fakkel over als burgemeester en werd Vanhooren weer schepen van Welzijn. Vlaams minister van Binnenlands Bestuur Hilde Crevits weigerde Dumarey echter te benoemen vanwege het nog lopende onderzoek voor belangenvermenging tegen hem. Nadat de Raad van State de beslissing van Crevits bevestigde, werd Vanhooren in april 2025 opnieuw aangewezen als burgemeester.
Bij de Vlaamse verkiezingen van juni 2024 was ze eerste opvolger voor Open Vld in de kieskring West-Vlaanderen.